# ساني مونتيرو
ساني مونتيرو (بالهولندية: Sanny Monteiro)‏ (ولد في 11 ديسمبر 1989) هو لاعب كرة قدم هولندي سابق، لعب مدافعاً. 

## روابط خارجية
- ساني مونتيرو على موقع قاعدة بيانات كرة القدم.إي يو (الإنجليزية)
- ساني مونتيرو على موقع Soccerway.com (الإنجليزية)